# Maison à pans de bois de Montreuil-sur-Mer
La maison à pans de bois de Montreuil est une maison à pans de bois située à Montreuil-sur-Mer, dans le département du Pas-de-Calais, en région Hauts-de-France.

## Localisation
Cette maison est sise au no 21 et no 23 de la rue Pierre-Ledent.

## Historique
Cette maison, en totalité, fait l’objet d’une inscription au titre des monuments historiques depuis le 28 octobre 1926.

## Pour approfondir